# 3. korpus (Indija)
3. korpus je korpus Indijske kopenske vojske.

## Zgodovina
Korpus je nastanjena na severovzhodu Indije in je namenjen morebitni vojni s Kitajsko.

## Organizacija
Trenutna
- Poveljstvo
- 23. pehotna divizija
- 56. gorska divizija
- 57. gorska divizija